# Паньков, Михаил Анатольевич
Михаи́л Анато́льевич Панько́в (род. 20 июля 1952 года, Бичурский район Бурятской АССР) — российский военный деятель, Генерал-полковник (2000). Герой Российской Федерации (11.01.2000).

## Биография
Родился 20 июля 1952 года в Бичурском районе Бурятии.
С 1969 года служил во внутренних войсках МВД СССР.
В 1973 году окончил Саратовское высшее военное училище ВВ МВД СССР, после чего служил на должностях командира взвода, роты, батальона полка и дивизии внутренних войск.
Окончил Военную академию имени М. В. Фрунзе, а затем Военную академию Генерального штаба.
С 1995 года служил в должности первого заместителя начальника Главного штаба внутренних войск МВД России. Одновременно с 1995 по 1996 годы был командующим группировки внутренних войск в составе группы федеральных войск в Чечне. Принимал участие в Первой Чеченской войне.
С 1998 года служил на должности заместителя Главнокомандующего ВВ МВД России по чрезвычайным ситуациям, а с мая 1999 года — на должности первого заместителя Главнокомандующего внутренними войсками МВД России.
После вторжением боевиков в Дагестан в августе 1999 года был назначен на должность командующего группировки внутренних войск на Северном Кавказе, на которой прослужил до марта 2000 года. Руководил операциями войск, в том числе в Новолакском районе Дагестана, где войска под руководством Панькова освободили 14 сёл, уничтожили 337 боевиков, захватили в плен 48 боевиков. Были захвачены 14 миномётов, 8 зенитных установок, 4 склада боеприпасов и ещё 2 склада были уничтожены.
С октября 1999 года воевал на территории Чечни, и к концу года внутренние войска заняли в Чечне 80 сёл и провели 136 спецопераций. В бою за село Знаменское 14 октября 1999 года командный пункт был атакован боевиками и был окружён. Паньков руководил боем по отражению атаки. В декабре 1999 — январе 2000 года принимал участие в штурме Грозного.
Указом исполняющего обязанности Президента Российской Федерации № 25 от 11 января 2000 года за проявленное мужество в боях и умелое руководство войсками в борьбе с террористическими формированиями на Северном Кавказе генерал-лейтенанту Панькову присвоено звание Героя Российской Федерации с вручением медали «Золотая Звезда».
В феврале 2000 года присвоено воинское звание генерал-полковник.
С октября 2000 года служил в должности начальника Главного штаба — первого заместителя Главнокомандующего ВВ МВД России, с апреля 2002 года — в должности заместителя министра внутренних дел РФ по Южному федеральному округу, а с 2005 года — в должности начальника Главного управления МВД России по Южному федеральному округу.
Указом Президента Российской Федерации от 9 февраля 2009 года был освобождён от должности начальника Главного управления МВД России по Южному федеральному округу.

## Награды
- Медаль «Золотая Звезда» Героя Российской Федерации
- Орден «За службу Родине в Вооруженных Силах СССР» 3-й степени
- Орден «За военные заслуги»
- Благодарность Президента Российской Федерации (6 декабря 2003) — за большой вклад в ликвидацию последствий стихийного бедствия в южных регионах России
- Медали

## Семья
Женат, имеет дочь и сына.